# Can Palomeres
Can Palomeres es una zona de Malgrat de Mar (población catalana de la comarca del Maresme) que debe su nombre a una masía del siglo XIII, en la actualidad completamente en ruinas.
En el siglo XIX y parte del XX fue un núcleo minero en el que se extrajo principalmente hierro. De aquellas minas de extracción han quedado restos en interesantes galerías –unos 5 km de los cuales algunos tramos alcanzan los 400 m de profundidad– que habitualmente son visitadas por espeleólogos. En la actualidad tienen un valor añadido ya que se han convertido en el hogar de una interesante colonia de murciélagos. Las "Minas de Can Palomeres" son un lugar fascinante desde el punto de vista geológico y biológico.